# Referèndum eslovac de 2000
L'11 de novembre de 2000 es va celebrar a Eslovàquia un referèndum sobre la celebració d'eleccions parlamentàries anticipades. Encara que va ser aprovat pel 95,1% dels votants, la participació va ser només del 20% i el referèndum va ser declarat invàlid al no superar el mínim requerit, el 50%.